# Периополис (Пенсилванија)
Периополис (енгл. Perryopolis) град је у америчкој савезној држави Пенсилванија.

## Демографија
По попису из 2010. године број становника је 1.784, што је 20 (1,1%) становника више него 2000. године.
| Група             | 2000.         | 2010.         |
| Белци             | 1.747 (99,0%) | 1.744 (97,8%) |
| Афроамериканци    | 2 (0,1%)      | 6 (0,3%)      |
| Азијати           | 5 (0,3%)      | 8 (0,4%)      |
| Хиспаноамериканци | 3 (0,2%)      | 3 (0,2%)      |
| Укупно            | 1.764         | 1.784         |